# Nestor Gréhant
Nestor Gréhant, né le 2 avril 1838 à Laon et mort le 26 mars 1910 à Paris 14e, est un médecin chercheur et professeur de physiologie français, membre de l'Académie nationale de médecine.
Collaborateur de Claude Bernard, aux côtés de ses collègues médecins et/ou physiciens : Paul Bert, Arsène d'Arsonval, Albert Dastre, Victor Dumontpallier, Louis-Charles Malassez, ses travaux académiques multidisciplinaires sur la physiologie, la toxicologie et l’hygiène expérimentale ont été couronnés par de nombreux prix et distinctions,.

## Débuts
Venu tout jeune à Chauny où son père fut conducteur des Ponts et Chaussées, Gréhant a accompli ses études secondaires au lycée Napoléon, où il a reçu, en particulier, les enseignements de Victor Duruy et de Charles Joseph d'Almeida. Cet établissement le garde, immédiatement après le baccalauréat, en tant que préparateur des cours de physique et chimie, poste qu'il conserve pendant 10 ans, de 1856 à 1866, en le combinant avec un emploi de préparateur de physiologie générale à la Faculté des Sciences (1865-1868) et qui lui permet de financer parallèlement ses premières études supérieures. À l'âge de 30 ans, il est licencié en sciences physiques (1858), docteur en médecine (1864) et licencié en sciences naturelles (1868). Nestor Gréhant pratiquera pas la médecine en hôpital ou cabinet : il se tourne complètement vers la recherche et l'enseignement universitaire.

## Disciple et successeur de Claude Bernard
En 1859, il publie dans les Annales des Sciences Naturelles, publiées sous la direction de Henri Milne Edwards, un article de 7 pages sur la mesure précise de la capacité pulmonaire (y compris résiduelle) et de ses variations, par inhalation d'hydrogène. Il a 21 ans. Il publie en 1861 une note à l'Académie de médecine sur un appareil pour la respiration artificielle. Il est remarqué par Claude Bernard, qui l'emploie comme préparateur. Nestor Gréhant travaillait auprès de deux professeurs : Paul Desains et Joseph-Charles d'Almeida, d'abord à la Faculté des sciences de Paris puis, dès 1866, au Collège de France (cours de Médecine). Ses notes sont très souvent présentées par Claude Bernard.
Lors du transfert de la a chaire de Physiologie générale au Muséum national d'histoire naturelle, il y est engagé comme aide-naturaliste, en 1868, puis chef des travaux physiques et chimiques au Laboratoire de Physiologie générale de l'École pratique des hautes études (EPHE), l'année suivante. La même année paraît son Manuel de physique médicale de 638 pages, avec 469 figures. Devenu docteur ès-sciences en 1870, Nestor Gréhant est successivement nommé professeur suppléant de Paul Bert en Sorbonne (1872-1874), puis de Charles Rouget au Muséum. À la mort de Claude Bernard, en 1878, Rouget étant devenu directeur du laboratoire de Physiologie générale, Nestor Gréhant est passé directeur-adjoint.
En 1893, il est nommé professeur titulaire de la chaire de Physiologie générale (la chaire de Claude Bernard) et directeur du Laboratoire. Il a alors pour principaux collaborateurs et continuateurs Charles-Eugène Quinquaud, médecin de l'Hôpital Saint-Louis et lui-même membre de l'Académie de médecine, et Maurice Nicloux. Le 30 mai 1905, son élection à l'Académie de médecine (section d'Anatomie et de Physiologie), par 44 voix (26 voix se répartissant sur 4 autres postulants), couronne une carrière de chercheur, qu'il poursuit par plusieurs publications et communications diverses jusqu'à sa mort.
À sa mort, il a été inhumé à Aubenton, le village de sa première épouse Adèle, née Landragin. Il s’était remarié avec Marie Adolphine Le Coispellier, de Brest.
Nestor Gréhant a résumé ses principaux travaux dans l'ouvrage Titres et travaux scientifiques du Dr Nestor Gréhant, publié en 1905.

## Principaux travaux
- Étude du sang et de la circulation sanguine: Absorption des gaz par le sang - Dosage de l'hémoglobine - Effets de l'insufflation pulmonaire - Respiration élémentaire du sang et des tissus - Absorption et élimination de l'hydrogène et du protoxyde d'azote.
- Respiration: Mesure exacte du volume d'air dans les poumons - Débit sanguin dans les poumons - Physiologie pathologique de la respiration - Respiration des poissons et des végétaux.
- Sécrétions: Accumulation de l'urée dans le sang après néphrotomie et ligature des uretères - Rôle des reins dans la sécrétion et l'excrétion de l'urée - Dosage de l'urée - Distribution et dosage de l'urée dans le sang, les muscles, les tissus.
- Système nerveux: Effets d'une section des nerfs pneumogastriques, de la moelle cervicale, sur l'exhalation de l'acide carbonique - Anesthésie chloroformique et par l'acide carbonique.
- Énergie musculaire: Mesure de la puissance musculaire - Influence de l'exercice musculaire sur l'élimination de l'alcool éthylique dans le sang.
- Toxicologie: Toxicité de l'alcool éthylique - Dosage de l'alcool éthylique dans le sang après injection directe / après inhalation de vapeurs alcooliques / après ingestion dans l'estomac - Influence de la morphine sur l'exhalation de l'acide carbonique - Danger de l'inhalation de vapeurs nitreuses - Oxyde de carbone, absorption, élimination, effets de doses 1/10 000, arrêt de la dissociation de l'hémoglobine oxycarbonée - Toxicité de l'acétylène - Toxicité de l'urée, de l'acide cyanhydrique, de l'aconitine.
- Hygiène expérimentale: Production de l'oxyde de carbone par différents combustibles, moyens de chauffage et moyens d'éclairage - Analyse de l'air du Métro parisien.
- Divers: Respiration et fermentation des levures de grains - Recherches physiologiques sur la fumée d'opium, sur le grisou - Observations sur la peptone de fibrine comme aliment, sur l'emploi de la valériane comme topique, sur les vomissements accompagnant l'anurie hystérique.
- Technique: Invention ou perfectionnement d'appareils pour l'extraction des gaz contenus dans les liquides, pour la respiration artificielle, pour la régulation de température, pour la mesure musculaire, pour puiser les gaz destinés à l'analyse, pour la mesure de la pression du sang, pour la mesure de concentration en grisou dans les mines.

## Titres, prix et distinctions honorifiques
- Bourse Bouzier (1853)[3].

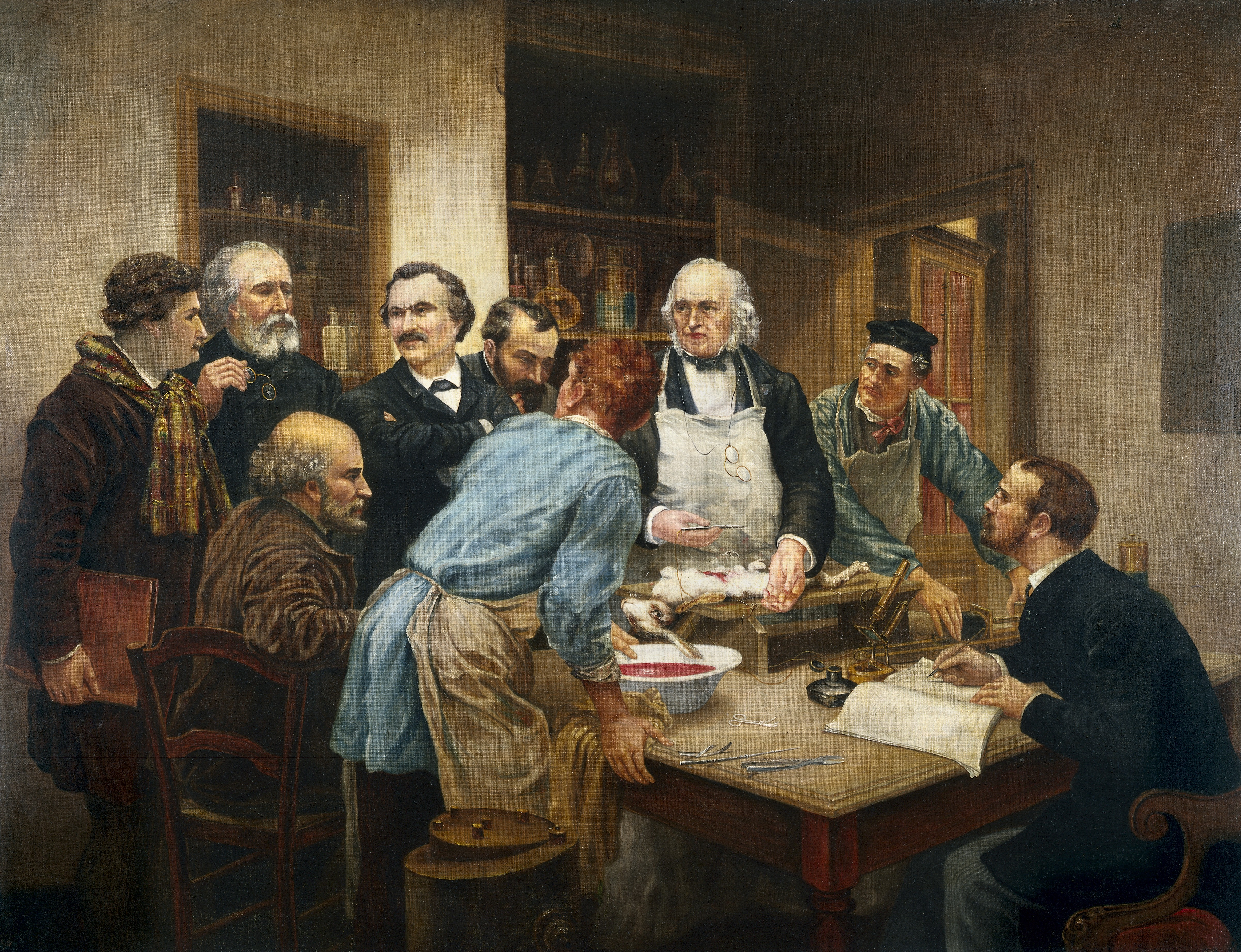
Dans le tableau peint par Lhermitte en 1889 et exposé à l'Académie de médecine, Claude Bernard et ses élèves, Nestor Gréhant est à l'extrême gauche (écharpe). De gauche à droite : Gréhant, Dumontpallier, Malassez, Paul Bert, d'Arsonval, Claude Bernard, Le Père Lesage, Dastre.

- Médaille d'argent pour la thèse de doctorat en médecine (1863)
- Membre de la Société de Biologie depuis 1867[12]
- Prix du baron de Trémont (partagé) pour la thèse de doctorat en Sciences (1879)
- Prix Montyon de médecine et chirurgie, décerné par l'Académie des Sciences (1870)
- Prix Chateauvillard de la Faculté de Médecine[13], (1870).
- Vice-Président annuel de la Société de Biologie en 1886[14]
- Prix Montyon de Physiologie expérimentale, décerné par l'Académie des Sciences (1886)
- Prix Buignet, décerné par l'Académie de Médecine, 1887[15].
- Prix Perron, décerné par l'Académie de Médecine[16].
- Prix Pourat, décerné par l'Académie de Médecine, 1908[17].
- Officier de l'instruction publique (Palmes académiques) et chevalier de la Légion d'honneur.
- Membre de l'Académie de médecine (1905).
- Membre (puis vice-président) de la Société de Biologie, de la Société de Physique, de la Société d'Hygiène alimentaire, Président honoraire de la Société française d'hygiène.
- Correspondant du Sanitary Institute of Great Britain à Londres et de l’Académie des sciences naturelles de Philadelphie.

## Nestor Gréhant vu par ses contemporains
Un incident mineur et relaté sous forme humoristique par la presse nationale, dans l’Humanité, le Figaro, La Croix, montre qu'il est pratique courante d'appeler à l'aide le savant en toute occasion nécessitant un peu de savoir-faire physico-chimiste. Ainsi Charcot note-t-il dans les Leçons sur les maladies du système nerveux : 

« J'avais pensé, dès l'origine que les vomissements de notre malade [hystérique] devaient contenir de l'urée. (...) Le procédé employé était insuffisant. J'invoquai alors le concours de M. Gréhant, dont la compétence en ces matières est indiscutable. Il nous le prêta avec la plus grande obligeance. »

Foveau de Courmelles a déclaré : « En notre époque de rosserie et de struggle for life, Monsieur le Docteur Nestor Gréhant est un anachronisme par sa modestie et son absence de combativité. De là son élection trop tardive à l'Académie de médecine. » Propos rapportés dans l'album consacré aux personnalités par Angelo Mariani, mais confortés par le contenu d'un long article en page 3 du Figaro (14/12/1908), écrit à l'occasion du jubilé de Nestor Gréhant : 

« (...) M. Gréhant est un savant délicieux, à l'ancienne manière. Des maîtres légendaires il a gardé la tradition jusque dans ses allures. Sa forte tête bossuée bombant sous les cheveux soyeux qui pendent, plus décolorés que blanchis, la bonne figure rasée où jamais la moustache ne s'est décidée à pousser, la redingote aux amples plis ou l'habit un peu solennel, et l'air rêveur, et cette bonhomie souriante et courtoise dont il accueille un interlocuteur, lui composent une inoubliable physionomie. Il parle aimablement, d'une voix douce, sans éclats, une langue correcte et simple, d'une grâce un peu surannée. Pour ne point lasser l'auditoire, il coupe volontiers ses descriptions techniques d'expériences saisissantes, d'anecdotes qui font sourire, où même de digressions qui, quelquefois, l'emportent un peu loin du sujet. »

Cinq ans plus tôt, le journaliste sous le pseudonyme de Horace Bianchon, concluait ainsi l'information relative à l'élection du 30 mai 1905 : « C'est un de ces savants timides et bienveillants, dont la seule attitude inspire le respect et la sympathie. Son élection à l'Académie est assurément une des grandes joies de sa vie. Dans ses Souvenirs des milieux littéraires, politiques, artistiques et médicaux de Léon Daudet, Nestor Gréhant est un des rares contemporains de l'auteur à être épargné par la critique : 

« Par contraste, et dès le début de mes études, il me fut donné de connaître un tout petit coin de la science française d’autrefois, alors que le mandarinat et les concours n’avaient pas encore desséché la veine de nos physiologistes et de nos anatomistes. Je veux parler du laboratoire de Gréhant au Jardin des Plantes, perdu dans la verdure, entre les ours et les blaireaux, formé de quelques corps de bâtiments juxtaposés, auxquels on accédait par une petite barrière, munie d’une sonnette dont j’entends encore le tintement. Le bras droit de l’aimable et bon Gréhant était le Dr Artaud, à qui m’avait recommandé Paul Belon, son camarade. J’ai passé là des heures exquises et laborieuses, recevant des conseils et des enseignements qui n’ont jamais quitté ma mémoire. »

Les travaux et publications de Nestor Gréhant sur les « poisons de l'air » (on ne parle pas encore de pollution atmosphérique) et sur les risques dans les houillères lui confèrent une large audience. Le grisoumètre de Gréhant est utilisé de manière préventive dans les mines jusqu'en 1950. Ses travaux sur l'oxyde de carbone sont d'autant plus pris en considération que le chauffage au charbon ou l'éclairage au gaz de ville sont omniprésents dans les villes. De même, la médecine légale utilise-t-elle abondamment ses travaux dans les intoxications respiratoires, et sur d'autres aspects de la toxicologie (aconitine). Son ouvrage sur l'hygiène contribue à le faire connaître. Et, de la fin du XIXe siècle à la première moitié du XXe, son Manuel de physique médicale de 1869 reste d'usage courant dans la préparation de l'internat.

## Hommages
Laon, sa ville natale, a honoré Nestor Gréhant d'un nom de rue.

## Nouveaux éclairages
- S'étant vu confier l'analyse des archives de Claude Bernard au sein du Collège de France, l'universitaire Mirko Grmek publie, en 1973, un ouvrage sur les travaux du physiologiste, dans lequel il est fait 23 fois référence à Nestor Gréhant, notamment sur l'intoxication par l'oxyde de carbone[26].
- La professeure honoraire Marie-Thérèse Cousin, anesthésiologiste-réanimateur, ranime le souvenir de Nestor Gréhant dans un ouvrage consacré à l'histoire de l'anesthésie-réanimation en France (2 tomes) publié en 2005 (25 renvois lui font référence)[27]. Un article de cet auteur chez le même éditeur décrit la carrière et les travaux de Nestor Gréhant, sous le titre Nestor Gréhant : un physiologiste trop oublié. Marie-Thérèse Cousin relève en particulier trois pistes principales « intéressant au premier chef les anesthésiologistes », et souligne ce qu'elle identifie comme deux « premières ». Enfin, elle note que : « En anesthésiologie et en réanimation, il a étudié les effets du chloroforme, du gaz carbonique, de l'oxyde nitreux et en a abordé avec Quinquaud puis Nicloux la cinétique : passage placentaire, vitesse d'élimination du N2O, absorption du CO et son déplacement par l'oxygène »[28]
- Le pneumologue Francis Martin lui consacre un article de deux pages dans la revue de la Société de pneumologie de langue française (Info Respiration octobre 2007)[29].
- Le bicentenaire de la naissance de Claude Bernard en 2013 a été également l'occasion de se pencher sur ses disciples, tels qu'immortalisés par le tableau de Lhermitte, exposé à l'Académie de médecine[30]. Ce travail a notamment été effectué par des chercheurs et documentalistes de l'Université Claude-Bernard à Lyon. : « Nestor Louis François Gréhant : disciple de Claude Bernard » rédigé et illustré en juillet 2013 par Interfaces/Livres anciens de l'université de Lyon avec le toxicologue et historien des sciences Philippe Jaussaud, Université Lyon 1 (EA 4148 S2HEP et IUT Biologie)[31].
- La Société des Neurosciences[32] publie dans sa Lettre no 42 du printemps-été 2012 un article de Jean-Gaël Barbara : « Les élèves de Claude Bernard », à l'occasion de la sortie d'un ouvrage collectif éponyme. À propos de Nestor Gréhant : « (...) Ce début de carrière lui vaut d’être présenté, comme d’autres le furent aussi, comme le disciple le plus cher, le plus brillant de Bernard. »[33].

### Ouvrages et articles de Nestor Gréhant
La liste complète des publications de Nestor Gréhant est accessible sur le site IdRef de l'Agence bibliographique de l'enseignement supérieur  et compte 59 éléments de l’auteur, dont 11 listes de publications et travaux. 5 articles ont été écrits en collaboration avec Quinquaud. L'index bibliographique publié par l'auteur dans ses Titres et travaux scientifiques de 1903 indique, en 12 pages, un total de 186 publications. Dans une « Notice sur les Titres et travaux », publiée en 1894 à l'occasion d'une candidature au Conseil d'hygiène publique et de salubrité du département de la Seine, on relève 21 publications avec Quinquaud, et 8 publications avec respectivement : Picard, Peyrou, Mislawsky, Duquesnel, Modresewky, Mer, Jolyet et Martin.

#### Ouvrages
- Manuel de physique médicale, (658 pages, 469 figures), Paris, Germer Baillière, 1869
- Les Poisons de l'air : l'acide carbonique et l'oxyde de carbone, asphyxie et empoisonnement par les puits, le gaz d'éclairage, le tabac à fumer, les poêles, les voitures chauffées, etc., Paris, JB Baillère, 1890, 320 p., 21 fig. (lire en ligne sur Gallica).
- Les Gaz du sang, Encyclopédie des aide-mémoire Léauté (166 pages, 17 figures), Paris, Masson, Gauthier Villars, 1894
- L'oxyde de carbone, (187 pages, 23 figures), Paris, Masson, Gauthier Villars, 1903
- Titres et travaux scientifiques du Dr Nestor Gréhant, Paris, Félix Alcan, 1905, 129 p. (lire en ligne).
- La santé par l'Hygiène, Paris, Delagrave, 1907
- Rapport sur l’ankylostomiase, le grisou, l’oxyde de carbone, Paris, G. Jacques, 1909, 95 p. (lire en ligne sur Gallica).

#### Communications diverses
- « Recherches sur la mesure du volume des poumons de l’homme », Annales des sciences naturelles. Zoologie et biologie animale, Paris, Masson Elsevier,‎ 1859 (lire en ligne sur Gallica).
- Note sur un appareil pour la respiration artificielle - Présentée à l'académie de médecine le 6 août 1861, Paris, L. Martinet, 1861 (lire en ligne sur Gallica).
- Du renouvellement de l'air dans les poumons de l'homme, Annales des sciences naturelles. Zoologie et biologie animale, Paris, Masson Elsevier, 1862 (lire en ligne sur Gallica).
- « Recherches physiologiques sur l’excrétion de l'urée par les reins », Annales des sciences naturelles. Zoologie et biologie animale, Paris, Masson Elsevier,‎ 1869 (lire en ligne sur Gallica).
- Note sur un appareil pour la respiration artificielle, Paris, Masson, ,1870 (lire en ligne sur Gallica).
- avec Duquesnel, « Sur l'action physiologique de l'aconitine cristallisée », Comptes rendus hebdomadaires de l'Académie des sciences,,‎ 2e trim. 1871 (lire en ligne sur Gallica).
- « Sur l'arrêt de la circulation du sang produit par l'introduction d'air comprimé dans les poumons », Comptes rendus hebdomadaires de l'Académie des sciences,‎ 2e trim. 1871 (lire en ligne sur Gallica).
- « Recherches comparatives sur l’absorption des gaz par le sang : Dosage de l’hémoglobine », Journal de Pharmacie et de chimie, Paris, Colas Douin,‎ 1872 (lire en ligne sur Gallica).
- « Mémoire sur la mesure du plus grand volume d’oxygène et d’oxyde de carbone qui peut être absorbé par le sang », Annales des sciences naturelles. Zoologie et biologie animale, Paris, Masson Elsevier,‎ 1874 (lire en ligne sur Gallica).
- « Sur l'endosmose des gaz à travers des poumons détachés », Comptes rendus de la Société de biologie 1877, Paris, V.A. Delahaye,‎ 1879 (lire en ligne sur Gallica).
- avec Peyrou, « Extraction et composition des gaz contenus dans les feuilles aériennes », Journal de Pharmacie et de chimie, Paris, Colas Douin,‎ 1885 (lire en ligne sur Gallica).
- avec Quinquaud, Mesure du volume de sang qui traverse les poumons pendant un temps donné, 1886.
- Avec Quinquaud, « Recherches sur les formiates introduits dans l’organisme », Archives de physiologie normale et pathologique, Paris, Masson,‎ 1887 (lire en ligne sur Gallica).
- « Recherches de physiologie et d’hygiène sur l’acide carbonique », Annales des sciences naturelles. Zoologie et paléontologie, Paris, Masson Elsevier,‎ , 1887 (lire en ligne sur Gallica).
- « Anesthésie des rongeurs par l'acide carbonique ; application du procédé de Paul Bert », Comptes rendus de la Société de biologie, Paris, Masson,‎ 1887 (lire en ligne sur Gallica).
- « Éloge de Paul Bert », Comptes rendus des séances de la Société de biologie, Paris, Masson,‎ 1887 (lire en ligne sur Gallica).
- avec Quinquaud, « Recherches sur la respiration et sur la fermentation de la levure des grains », Annales des sciences naturelles. Zoologie et paléontologie, Paris, Masson Elsevier,‎ 1890 (lire en ligne sur Gallica).
- « Myographe dynamométrique », Comptes rendus des séances de la Société de biologie, Paris, Masson,‎ 1890 (lire en ligne sur Gallica).
- « Recherches physiologiques sur l’acide cyanhydrique », Archives de physiologie normale et pathologique, Paris,‎ 1890 (lire en ligne sur Gallica).
- « Recherches physiologiques sur l’acétylène », Archives de physiologie normale et pathologique, Paris, Masson,‎ 1896 (lire en ligne sur Gallica).
- « Recherches sur les limites de l’absorption de l’oxyde de carbone par le sang d’un mammifère vivant », Archives de physiologie normale et pathologique, Paris, Masson,‎ 1898 (lire en ligne sur Gallica).
- « Analyses de l'air du Métropolitain », Comptes rendus des séances de la Société de Biologie et de ses filiales, Paris, Masson, vol. 53,‎ 1901 (lire en ligne sur Gallica).
- avec le Dr. A. Charlier, La Capacité pulmonaire chez les tuberculeux, technique et applications à la clinique : communications présentées au Congrès international de la tuberculose, Paris, octobre 1905, Paris, Roblot, 1905 (lire en ligne sur Gallica).
- « Recherches sur l'alcool éthylique injecté dans le sang ou dans l'estomac et ce qu'il devient dans l'organisme », Journal de physiologie et de pathologie générale, Paris, Masson,‎ 1907 (lire en ligne sur Gallica).

### Ouvrages et articles citant Nestor Gréhant

#### Ouvrages contemporains de Nestor Gréhant
- Paul Bert, Leçons sur la physiologie comparée de la respiration professées au Muséum d'histoire naturelle, Paris, Baillière, 1870 (lire en ligne sur Gallica).
- Ludwig Julius Budge (trad. Eugène Vincent), Compendium de physiologie humaine : par Julius Budge, Paris, Masson, 1874 (lire en ligne sur Gallica).
- Émile Küss et Dr Mathias Duval, éd., Cours de physiologie, d'après l'enseignement du professeur Küss, Paris, Baillière, 1879 (lire en ligne sur Gallica).
- Alexandre Lacassagne, Précis de médecine légale, Paris, Masson, 1906 (lire en ligne sur Gallica).
- Léon Daudet, Souvenirs des milieux littéraires, politiques, artistiques et médicaux (I à IV), Paris, Nouvelle Librairie Nationale, 1920. (Pages 193-194)

#### Ouvrages et articles récents
- Mirko Dražen Grmek, Raisonnement expérimental et recherches toxicologiques chez Claude Bernard, Genève, Droz, 1973, xii, 475 p., 25 cm (OCLC 2945477, lire en ligne).
- Marie-Thérèse Cousin, L’Anesthésie-Réanimation en France des origines à 1965, Paris, L’Harmattan, 2005, 2 vol.
- Francis Martin, « Un savant picard oublié », Info Respiration, no 81, Société de Pneumologie de Langue Française, 2007.
- Jean-Gaël Barbara et Pierre Corvol (dir.), Les Élèves de Claude Bernard - Les nouvelles disciplines physiologiques en France au tournant du XXe siècle, Paris, Hermann, 2012.